# داء الطيران
داء الطيران أو دوار الجو أو دوار الطيران (بالإنجليزية: Airsickness)‏ هو إحساس سببه الجو أثناء السفر وهو نوع من أنواع دوار الحركة. ويعد ردة فعل طبيعية في الأشخاص الأصحاء ويحدث عندما يستقبل الجهاز العصبي المركزي إشارات متضاربة من الجسم –(من الأذن الداخلية والعينين والعضلات) والتي تؤثر على توازن الجسم .
وتعد الأذن الداخلية مسؤولة على المحافظة على التوازن خاصةً, وذلك بسبب احتوائها على حساسات لكلا من الحركات الدورانية والخطية وعادةً ما يكون دوار الحركة مزيج من التوهان الحيزي و الغثيان والقيء.

## الأعراض
تتضمن الأعراض الشائعة لدوار الحركة :
الغثيان والقيء والدوخة وفقدان الشهية والتعرق بسبب الخوف وشحوب البشرة وصعوبة التركيز والتشويش والنعاس والصداع وازدياد الإرهاق وقد يسبب دوار الحركة الحاد الشلل.

## قابلية التأثر
تزيد العوامل التالية من قابلية التأثر بدوار الحركة :
يعد الإرهاق والضغط والقلق من العوامل التي تزيد قابلية تأثر الإنسان لأي نوع من دوار الحركة. وقد يؤدي شرب الكحول وتناول العقاقير والأدوية أيضاً إلى الإصابة بدوار الجو حيث يعد أكثر شيوعة عند النساء خاصة خلال الحيض أو الحمل. الأطفال والأفراد معرضين لأنواع أخرى من دوار الحركة. يصاب طلاب الطيران بدوار الجو بالرغم من أنه غير شائع بين الطيارين المتمرسين.

## الوقاية
يستطيع المسافرون سريعي التأثر بدوار الحركة أن يقلصوا من الأعراض بإتباع ما يلي :
- الجلوس في مقعد عند نافذة مطلة على الأرض أو غيوم منخفضة، لكن لاتجدي هذه الطريقة إذا كانت الطائرة محلقة وسط الغيوم لمدة طويلة.
- اختيار مقاعد التي يحظى الراكب فيها بجولة سلسة فيما يتعلق بدرجة الميل (المقاعد التي تكون قبل أجنحة الطائرة) ولكن قد لا يكون ذلك كافٍ للأفراد الحساسين الذين يحتاجون رؤية حركة الأرض .
- النظر إلى الأمام والتركيز على أشياء بعيدة بدلاً من القراءة أو النظر إلى شيء داخل الطائرة.
– أكل البسكويت المجفف أو الزيتون أو انتشاف الليمون لتجفيف الفم والتخفيف من الغثيان .
- شرب المشروبات الغازية.

## العلاج
أدوية قد تخفف من أعراض دوار الجو :
1. ميكليزين
2. ديمينهيدرينات (مضاد للقيء)
3. ديفينهيدرامين
4. سكوبولامين ( متوفر على شكل ملصقات أو يؤخذ عن طريق الفم )

وعلى الطيارين سريعي التأثر بدوار الجو عدم أخذ أدوية مضادة لدوار الحركة سواء كانت بوصفة ام لا لأن هذه الأدوية قد تنعس الشخص أو تؤثر على عمليات الدماغ بطرق أخرى.

## علاجات غير صيدلانية
يعد التعرض المتكرر لأوضاع الطيران التي هي أساس دوار الجو طريقة يَرفع بها الطيار مقاومته لدوار الجو حيث أن التعرض المتكرر لبيئة الطيران يقلل من سرعة تأثر الشخص بدوار الجو. هناك عدة أجهزة اكتُشِفت حديثاً مُعَدة لتخفيف دوار الحركة عن طريق تنبية أجزاء الجسم المختلفة ( عادة المعصم ).